# 하이비전
하이비전(일본어: ハイビジョンHi-Vision) 또는 아날로그 고선명 텔레비전 시스템(Analog high-definition television system)은 NHK에서 개발한 아날로그 방식의 고선명 텔레비전 방송 시스템이다.

## HD-MAC

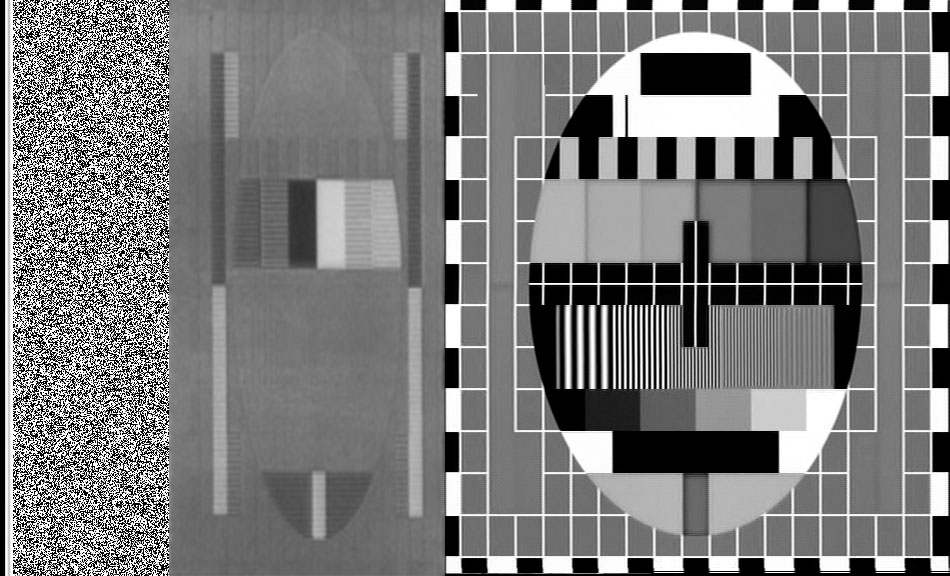
B-MAC 테스트 패턴과 시각적으로 구별하기 쉽지 않은 HD-MAC 테스트 패턴

HD-MAC은 1986년에 유럽 위원회가 텔레비전 표준(MAC 표준)으로 선정한 것이다. 이는 유럽 공동체가 유럽에 HDTV를 공급하기 위한 초기의 시도였다. 이것은 디지털 소리에 아날로그 신호를 합친 것이며 16:9 비율의 영상 신호(1250, 실제론 1152개의 가시선/50 프레임)가 수정된 D2-MAC 인코더로 인코딩되었다.
1992년 하계 올림픽의 실험적인 HD-MAC 방송이 시작되었다. 유럽의 100 개의 HD-MAC 수신기가 이 표준의 이용을 시험하는 데 사용하였다. 이 프로젝트는 유럽 연합의 재정적인 도움이 있었다.
HD-MAC 표준은 1993년에 버려지게 되었다. 왜냐하면 모든 유럽 연합, 유럽방송연합의 노고가 SDTV, HDTV 둘 다 다룰 수 있는 디지털 비디오 방송에 초점을 맞추기 시작했기 때문이다.

## 같이 보기
- 디지털 비디오 방송
- SECAM, NTSC, PAL
- NICAM
- 크로마 서브샘플링